# PDG Gawrosz
PDG Gawrosz – debiutancki album studyjny polskiego rapera Sebastiana Warzechy o pseudonimie artystycznym Shellerini. Wydawnictwo ukazało się 19 lutego 2011 roku nakładem wytwórni muzycznej Szpadyzor Records. Gościnnie w nagraniach wzięli udział: Słoń, Kaczor, Onar, Aifam, DonGURALesko, RR Brygada, Koni, Pih. Produkcji muzycznej podjęli się: Mikser, DNA, Donatan, RX, Muggin, Julas, Grant i DJ Story. Album dotarł do 10. miejsca notowania OLiS.

## Lista utworów
Opracowano na podstawie materiału źródłowego.
1. „Intro” (prod.: Grant, scratche: DJ Show) – 2:22
2. „Do ostatniej kropli” (prod.: Mikser, scratche: DJ Decks) – 4:07
3. „Kokaina” (gościnnie: Słoń, prod.: Donatan) – 4:01
4. „Kraina zwichniętej wyobraźni” (gościnnie: Koni, prod.: RX, scratche: RX) – 3:06
5. „Mechanizm bragga” (prod.: Donatan, scratche: DJ Soina) – 3:11
6. „Sodowych lamp blask” (gościnnie: Aifam, prod.: Mikser) – 4:06
7. „Ostatnie pokolenie” (prod.: DNA, scratche: DJ Show) – 1:56
8. „Paręset słów” (gościnnie: Onar, Kaczor, prod.: Donatan) – 4:03
9. „Gra” (gościnnie: DonGuralEsko, prod.: DJ Story, scratche: DJ Story) – 3:54
10. „PDG Gawrosz” (prod.: Donatan) – 3:29
11. „W moich oczach” (prod.: Muggin, scratche: DJ Show) – 3:38
12. „Wstań i idź” (gościnnie: DonGuralEsko, prod.: Donatan) – 4:49
13. „Alkohol, tytoń i zapętlony bit”  (prod.: Julas, scratche: DJ Kostek) – 3:18
14. „Źle w głowach” (gościnnie: Pih, prod.: DNA) – 3:49
15. „Z tymi co niegdyś” (gościnnie: RR Brygada, prod.: Donatan) – 3:26
16. „Element zaskoczenia” (prod.: Mikser, scratche: DJ Show) – 3:38
17. „Wydycham niepokój (Outro)” (prod.: RX, scratche: RX) – 3:01